# Slavenhandel
Slavenhandel is het kopen en verkopen van mensen om door middel van de handel in deze slaven financieel voordeel te behalen.
Een slavenhandelaar is een persoon die zich andere mensen als persoonlijk bezit toe heeft geëigend via ontvoering of via handel en die deze slaven verder verhandelt. Er zijn vele verschillende vormen van slavernij en slavenhandel. Zowel in sedentaire als nomadische culturen over de hele wereld kwam slavenhandel voor. Slavenhandelaars kochten slaven bij lokale heersers, die vaak krijgsgevangenen, maar niet zelden ook hun eigen burgers aan de handelaars verkochten, of ze gingen op jacht en vingen zelf mensen die vervolgens als slaaf werden beschouwd.
Ten tijde van het Romeinse Rijk was er een levendige handel van slaven uit alle delen van het rijk en de omringende gebieden.
Het woord 'slaven' is afgeleid van het Byzantijns-Griekse Sklaviní (Σκλαβηνοί of Σκλαβινοί) waarmee de Slavische volkeren aangeduid werden. Als Saqaliba (Arabisch: صقالبة, Siqlabi) werden deze gedurende de Middeleeuwen in de islamitische wereld (het Midden-Oosten, Noord-Afrika, Sicilië en Spanje) verhandeld.
Door de opkomst van het feodalisme in West-Europa werd de slavernij daar geleidelijk vervangen door de lijfeigenschap. Ook de slavenhandel verdween geleidelijk uit West-Europa. Met het ontstaan van de wereldhandel en de behoefte aan goedkope arbeidskrachten in de koloniën gingen West-Europeanen zich echter opnieuw met slavernij en slavenhandel inlaten door slaven te kopen.

## Trans-Atlantische slavenhandel

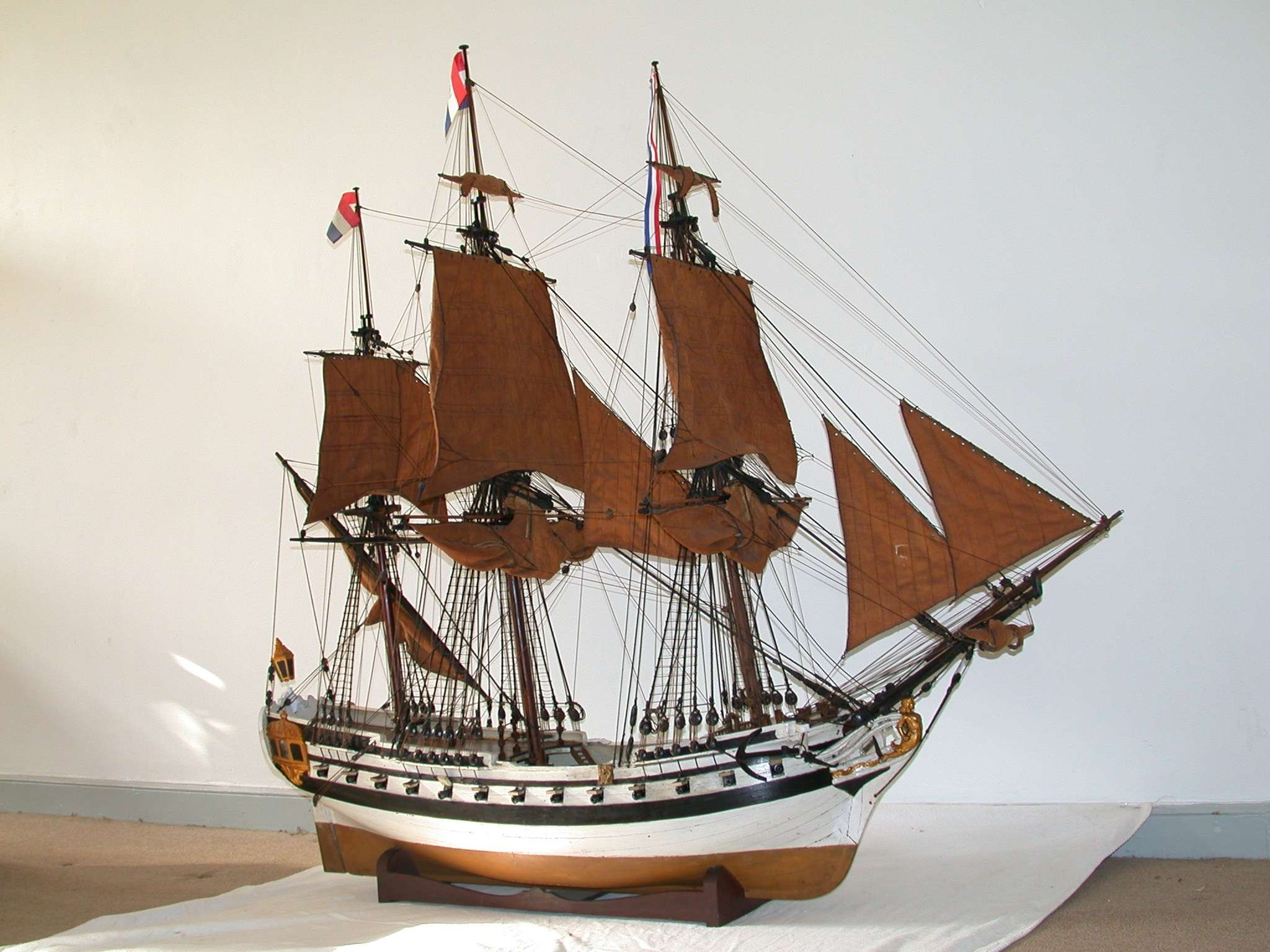
Scheepsmodel van een Zeeuwse 'slavenhaler'

Berucht is de trans-Atlantische slavenhandel. Deze kwam in de 16e eeuw op gang doordat er in Zuid-Amerika een grote behoefte was aan goedkope arbeidskrachten die beter bestand waren tegen ziekten en harde arbeid dan de lokale bevolking. In de 17e en 18e eeuw was de driehoekshandel op zijn hoogtepunt en werden grote aantallen slaven door vooral Portugese, Engelse, maar ook Spaanse en Nederlandse handelaren gekocht aan de kust van West-Afrika en verkocht in Amerika. De huidige schatting is dat 12 miljoen slaven zijn vervoerd vanuit Afrika naar Amerika. Het totale Nederlandse aandeel hierin wordt geschat op ongeveer 5%. In het begin van de 19e eeuw werd de import van slaven in veel gebieden verboden, hoewel de slavernij zelf en ook de binnenlandse handel nog enige decennia doorging.

## Arabische slavenhandel

Tippo Tip (1837-1905) een beruchte slavenhandelaar in Oost-Afrika

Minder bekend is de slavenhandel in Noord-Afrika. Onder meer de Barbarijse Zeerovers namen veelal bemanningen van Europese schepen gevangen en verhandelden deze als slaaf; ook werden op Europese kustdorpen aanvallen ondernomen en werden blanke, christelijke bewoners meegevoerd als slaven. Robert Davis schat in zijn "Christian Slaves, Muslim Masters: White Slavery in the Mediterranean, the Barbary Coast and Italy, 1500-1800" dat tussen 1 en 1,25 miljoen Europeanen op deze wijze zijn geroofd en als slaaf werden verkocht. Hieraan kwam ten slotte in 1816 een definitief einde toen Britse, Nederlandse en Amerikaanse marineschepen de forten van de Barbarijse zeerovers vernietigden.
Een gebied waar in de tweede helft van de 19e eeuw nog wel slavenhandel op grote schaal voorkwam, was Oost-Afrika, ook bekend als de Oost-Afrikaanse of Arabische slavenhandel. Deze slaven waren bestemd voor de Somalische en Arabische markt. Waar de Europeanen eerder de belangrijkste afnemers waren geweest van de West-Afrikaanse slavenhandel, werkten ze later in Oost-Afrika vooral als bestrijders van deze handel, met name de reisverslagen van David Livingstone over de slavenmarkt van Zanzibar zorgden voor deze omslag. De meeste slaven waren mensen van de Swahili-kust en Ethiopiërs. Tijdens de reis was de sterfte zelfs nog hoger dan bij de beruchte trans-Atlantische slavenhandel. De Arabische slavenhandel in het Midden-Oosten en Noord- en Oost-Afrika vond voornamelijk plaats tussen 650 en 1900.

## Moderne slavernij
Officieel is slavernij overal ter wereld verboden. Het is echter niet zo lang geleden dat dit verbod in de laatste landen werd ingevoerd. Zo was er in het Ottomaanse Rijk nog tot het begin van de 20e eeuw sprake van slavernij. Als een van de laatste landen die slavernij toestonden, werden in Saoedi-Arabië in 1962 en Mauritanië in 1981 officieel de slavernij afgeschaft. Toch komen wereldwijd ook tegenwoordig nog op grote schaal op slavernij gelijkende situaties voor. Als daarbij mensen worden verhandeld en/of over grote afstand verplaatst, spreekt men van mensenhandel. Ook in Nederland komt het incidenteel nog voor dat mensen onder mensonterende omstandigheden moeten werken. Voorbeelden daarvan zijn de champignonkwekerij en ook de prostitutie wordt regelmatig in verband gebracht met mensenhandel.

## Suriname
Artikel 334 van het Wetboek van Strafrecht van Suriname bestraft de slavenhandel in uitdrukkelijke bewoordingen. Dit artikel 334 bepaalt:
'Art. 334. Hij die voor eigen of vreemde rekening slavenhandel drijft of opzettelijk daaraan middellijk of onmiddellijk deelneemt, wordt gestraft met gevangenisstraf van ten hoogste twaalf jaren.'
De volgende artikelen van het Wetboek van Strafrecht van Suriname bestraffen personen die hun medewerking verlenen aan slavenhandel:
'Art. 335. Hij die als schipper dienst neemt of dienst doet op een vaartuig, wetende dat het tot het drijven van slavenhandel bestemd is, of het daartoe gebruikende, wordt gestraft met gevangenisstraf van ten hoogste twaalf jaren. Indien het vervoer de dood van een of meer slaven ten gevolge heeft, wordt de schipper gestraft met gevangenisstraf van ten hoogste vijftien jaren.
Art. 336. Hij die als schepeling dienst neemt op een vaartuig, wetende dat het tot het drijven van slavenhandel bestemd is of gebruikt wordt, of vrijwillig in dienst blijft na die bestemming of dit gebruik te hebben vernomen, wordt gestraft met gevangenisstraf van ten hoogste negen jaren.
Art. 337. Hij die voor eigen of vreemde rekening middellijk of onmiddellijk medewerkt tot het verhuren, vervrachten of verzekeren van een vaartuig, wetende dat het tot het drijven van slavenhandel bestemd is, wordt gestraft met gevangenisstraf van ten hoogste acht jaren.'